# Ptochophyle aurantibasis
Ptochophyle aurantibasis är en fjärilsart som beskrevs av Claude Herbulot 1970. Ptochophyle aurantibasis ingår i släktet Ptochophyle och familjen mätare. Inga underarter finns listade.